# Arara
Arara és una ciutat de l'estat brasiler de Paraíba. La seva població total era de 13.355 habitants el 2015.